# Max Heimbucher
Max Josef Heimbucher, född 10 juni 1856, död 24 juli 1946, var en tysk romersk-katolsk teolog.
Heimbucher var professor i dogmatik, teologisk encyklopedi och patristik i Bamberg 1891–1924. Bland hans arbeten märks Die Orden und Kongregationen der katholische Kirche (2 band, 1896-97, 2:a upplagan 1907–1908).